# Polisportiva Filottrano Pallavolo
La Polisportiva Filottrano Pallavolo è una società pallavolistica femminile italiana con sede a Filottrano: milita nel campionato di Serie B1.

## Storia
Alla fine degli anni settanta viene fondata da don Guerriero Giglioni una squadra di pallavolo col nome di Fiamma Filottrano: il club partecipa prevalentemente a campionati di tipo locale. Con il passare degli anni muta il nome in Polisportiva Filottrano Pallavolo, disputando campionati di Prima e Seconda Divisione, Serie D e Serie C, fino ad approdare, nella stagione 2006-07, alla Serie B2: nella quarta divisione italiana restà per quattro annate, concluse sempre in posizioni di classifica medio-alto, fino alla stagione 2009-10, quando, grazie alla vittoria dei play-off promozione, è promossa in Serie B1.
Nella stagione 2010-11 la Polisportiva Filottrano Pallavolo disputa per la prima volta la Serie B1 e nell'annata successiva accede ai play-off promozione, dove viene eliminata nelle semifinali; tuttavia la promozione in Serie A2 arriva al termine della stagione 2013-14 con il primo posto al termine della regular season e la vittoria ai play-off promozione.
Nella stagione 2014-15 partecipa al suo primo campionato professionistico, in serie cadetta, anche se l'ultimo posto in classifica condanna la squadra ad una immediata retrocessione in Serie B1: tuttavia acquista il titolo sportivo dalla Pallavolo Piacentina, rimanendo in serie cadetta. Nell'annata 2016-17 vince sia la Coppa Italia di Serie A2 e che il campionato, venendo promossa in Serie A1.
Partecipa nella stagione 2017-18 alla massima divisione: al termine del campionato, a seguito del penultimo posto in classifica, retrocede in Serie A2; tuttavia viene ripescata in Serie A1 per la stagione 2018-19.
Nonostante il diritto di partecipazione alla Serie A1, per la stagione 2020-21 la società decide di ripartire dalla Serie B1.

## Rosa 2019-2020
| N° | Nome              | Ruolo | Data di nascita   | Nazionalità sportiva |
| -- | ----------------- | ----- | ----------------- | -------------------- |
| 2  | Eva Pogačar       | P     | 14 luglio 2000    | Slovenia             |
| 4  | Laura Partenio    | S     | 29 dicembre 1991  | Italia               |
| 6  | Sara Sopranzetti  | L     | 17 marzo 2001     | Italia               |
| 7  | Nia Grant         | C     | 8 maggio 1993     | Stati Uniti          |
| 10 | Giulia Angelina   | S     | 26 febbraio 1997  | Italia               |
| 11 | Giulia Mancini    | C     | 23 maggio 1998    | Italia               |
| 12 | Athīna Papafōtiou | P     | 23 agosto 1989    | Grecia               |
| 16 | Anna Nicoletti    | S/O   | 3 gennaio 1996    | Italia               |
| 18 | Veronica Bisconti | L     | 27 gennaio 1991   | Italia               |
| 20 | Martina Pirro     | S     | 7 febbraio 1999   | Italia               |
| 23 | Marika Bianchini  | S/O   | 23 aprile 1993    | Italia               |
| 46 | Gaia Moretto      | C     | 18 settembre 1994 | Italia               |

## Palmarès
- Coppa Italia di Serie A2: 1

2016-17